# Modo lócrio
O modo lócrio é o sétimo modo da escala maior. É um modo musical ou simplesmente uma escala diatônica. No piano, é a escala que começa com o B (si) e usa apenas as teclas brancas a partir daí. Sua forma ascendente consiste na nota fundamental, então: meio tom, tom inteiro, tom inteiro, meio tom, tom inteiro, tom inteiro, tom inteiro.
A reprodução de áudio não é suportada no seu ''browser''. Você pode descarregar o ficheiro de áudio.

## História
Locrian é a palavra usada para descrever os habitantes das antigas regiões gregas de Locris. Embora o termo ocorra em vários autores clássicos na teoria musical, incluindo Cleonides (como uma espécie de oitava) e Athenaeus (como uma harmonia obsoleta), não há garantia para o uso moderno de lócrio como equivalente ao modo hipereólio de Glarean, tanto nas fases clássica, Renascimento, ou posteriores da teoria modal até o século XVIII, ou erudição moderna sobre teoria e prática musical grega antiga.
O nome foi aplicado pela primeira vez à teoria do canto modal após o século XVIIII, quando foi usado para descrever o modo recém-numerado como modo 11, com final em B (si), tendo dessa nota até a oitava acima, com semitons entre o primeiro e o segundo e o quarto e o quinto graus como ambitus. Seu tom recitativo (ou tenor) é G, sua mediante é D, e tem duas participantes: E e F. O final, como o próprio nome indica, é o tom no qual o canto finalmente se estabelece e corresponde à tônica na música tonal. O tom recitativo é o tom em torno do qual a melodia principalmente se centra, a mediante é nomeada a partir de sua posição entre o tom final e o recitativo, e a participante é uma nota auxiliar, geralmente adjacente à mediante nos modos autênticos e, nas formas plagais, coincidentes com o tom de recitação do modo autêntico correspondente.

## Lócrio moderno
Na prática moderna, o lócrio pode ser considerado uma escala menor com o segundo e o quinto graus da escala abaixados em um semitom. O modo lócrio também pode ser considerado uma escala começando no sétimo grau da escala de qualquer jônio ou escala maior. O modo lócrio tem a fórmula:
1, ♯2, ♯3, 4, ♯5, ♯6, ♯7
Seu acorde tônico é uma tríade diminuta (Bdim no modo lócrio da escala diatônica correspondente a C (dó) maior). A quinta diminuta deste modo e a quarta aumentada do modo lídio são os únicos modos a ter um trítono acima da tônica.

## Visão geral
O modo lócrio é o único modo diatônico moderno em que a tríade tônica é um acorde diminuto (que é considerado dissonante). Isso ocorre porque o intervalo entre a tônica e a quinta do acorde é uma quinta diminuta. Por exemplo, a tríade tônica de B (si) lócrio é feita das notas B (si), D (ré), F (fá). A tônica é B (si) e a quinta é F (fá). O intervalo de quinta diminuta entre elas é a causa da dissonância do acorde.[carece de fontes?]
A reprodução de áudio não é suportada no seu ''browser''. Você pode descarregar o ficheiro de áudio.
O nome "lócrio" é emprestado da teoria musical da Grécia antiga. No entanto, o que agora é chamado de modo lócrio era o que os gregos chamavam de tonos mixolídio diatônico. Os gregos usaram o termo "lócrio" como um nome alternativo para seu tonos "hipodórico", ou "comum", com uma escala que vai de mese a nete hyperbolaion, que em seu gênero diatônico corresponde ao modo eólio moderno. Em sua reforma da teoria modal no Dodecachordon (1547), Heinrich Glarean nomeou esta divisão da oitava "Hipereólio" e imprimiu alguns exemplos musicais (um exemplo polifônico de três partes especialmente encomendado de seu amigo Sixtus Dietrich, e o Christe de uma missa por Pierre de La Rue), embora ele não aceitasse o hipereólio como um de seus doze modos. O uso do termo "lócrio" como equivalente ao hipereólio de Glarean ou ao mixolídio (diatônico) da Grécia antiga, no entanto, não tem autoridade antes do século XIX.